# شركة العبد اللطيف للاستثمار الصناعي
شركة العبد اللطيف للاستثمار الصناعي هي شركة مساهمة سعودية، تأسست في الثامن والعشرين من سبتمبر عام 1989، برأس مال ثمانمئة واثني عشر مليون ريال سعودي، يتمثل نشاط الشركة في تصنيع السجاد والموكيت والبطانيات والياف الفايبر والخيوط الخاصة بصناعة السجاد.

## نشاط الشركة
تصنيع السجاد والموكيت وخلفية السجاد الأولية والثانوية والبطانيات وألياف الفايبر والملونات الصناعية ومواد مثبتة للألوان والمواسير الورقية وإنتاج خيوط البولي بروبلين و البوليستر والنايلون والأكروليك.

## تاريخ الشركة
تأسست الشركة عام 1989.

## الشركات التابعة
شركات تابعة لشركة العبد اللطيف للاستثمار الصناعي:
| اسم الشركة التابعة                          | نسبة الملكية | النشاط الرئيسي | مكان العمليات            | مكان التأسيس             |
| ------------------------------------------- | ------------ | --- | ------------------------ | ------------------------ |
| شركة النسيج الشرقية                         | 100.00%      | إنتاج خيوط البولي بروبلين وبطانة السجاد الأساسية والثانوية من البولي بروبلين | المملكة العربية السعودية | المملكة العربية السعودية |
| شركة النسيج الغربية                         | 100.00%      | إنتاج بطانة السجاد الأساسية والثانوية من البولي بروبلين وإنتاج خيوط النايلون | المملكة العربية السعودية | المملكة العربية السعودية |
| شركة نادين العربية للألوان                  | 100.00%      | إنتاج الملونات البلاستيكية ومواد مثبته للألوان | المملكة العربية السعودية | المملكة العربية السعودية |
| الشركة الوطنية للغزل                        | 100.00%      | إنتاج خيوط الغزل الدائرية | المملكة العربية السعودية | المملكة العربية السعودية |
| مصنع شهد للمنتجات الورقية                   | 100.00%      | إنتاج المواسير الكرتونية للف المنتجات النسيجية مختلفة المقاسات | المملكة العربية السعودية | المملكة العربية السعودية |
| شركة ريتاج الوصيل للخدمات والصيانة والإعاشة | 100.00%      | إقامة وإدارة المدن الصناعية والمباني التجارية وخدمات الإعاشة والمقاولات العامة للمباني وشراء الأراضي لإقامة المباني عليها واستثمارها بالبيع بالنقد أو التقسيط أو الايجار لصالح الشركة وإدارة وصيانة وتطوير العقار لصالح الشركة | المملكة العربية السعودية | المملكة العربية السعودية |
| شركة العبداللطيف للتدريب                    | 100.00%      | إقامة المدارس والمعاهد الأهلية ومراكز التدريب | المملكة العربية السعودية | المملكة العربية السعودية |
| شركة أدفا للبطانيات                         | 100.00%      | صناعة البطانيات وخيوط الإكريليك | المملكة العربية السعودية | المملكة العربية السعودية |
| الشركة الأولى للسجاد                        | 100.00%      | صناعة السجاد وتجارة الجملة والتجزئة للسجاد | المملكة العربية السعودية | المملكة العربية السعودية |

## البيانات
| تاريخ التأسيس | تاريخ الادراج | الرمز الدولي | نهاية السنة المالية | مراجعي الحسابات                            |
| ------------- | ------------- | ------------ | ------------------- | ------------------------------------------ |
| 26-09-1989    | 23-02-2007    | SA000A0LF1T0 | 31/12               | شركة السيد العيوطي وشركاه محاسبون قانونيون |

## ملف الأسهم
| رأس المال المصرح به (ريال سعودي) | عدد الأسهم المصدرة | رأس المال المدفوع (ريال سعودي) | القيمة الاسمية للسهم | القيمة المدفوعة للسهم |
| -------------------------------- | ------------------ | ------------------------------ | -------------------- | --------------------- |
| 812,500,000                      | 81,250,000         | 812,500,000                    | 10                   | 10                    |

* آخر تحديث:-
تغيرات في راس المال
| تاريخ اعلان التوصية | نوع الإصدار | تاريخ الاستحقاق | رأس المال الجديد | رأس المال السابق | الفرق التراكمي | ملاحظات |
| ------------------- | ----------- | --------------- | ---------------- | ---------------- | -------------- | ------- |
| 2008-03-09          | منحة اسهم   | 2008-04-19      | 812,500,000      | 650,000,000      | + 162,000,000  |         |

* آخر تحديث:  2020/06/22
- المصدر: إفصاح